# Orde van Dienst aan de Natie
De Orde van Dienst aan de Natie of "Nishan-i-Kidmat" was een onderscheiding die door de Afghaanse koning Habibu'llah Shah in een enkele graad werd ingesteld vóór 1901. Aan deze ridderorde was een medaille verbonden. Na de moord op de koning in 1919 werd de orde weer afgeschaft.